# Понка (Небраска)
Понка (англ. Ponca) — місто (англ. city) в США, в окрузі Діксон штату Небраска. Населення — 907 осіб (2020).

## Географія
Понка розташована за координатами 42°33′53″ пн. ш. 96°42′34″ зх. д. / 42.56472° пн. ш. 96.70944° зх. д. (42.564845, -96.709500).  За даними Бюро перепису населення США в 2010 році місто мало площу 1,88 км², уся площа — суходіл.

## Демографія
Згідно з переписом 2010 року, у місті мешкала 961 особа в 403 домогосподарствах у складі 256 родин. Густота населення становила 510 осіб/км².  Було 428 помешкань (227/км²).
Расовий склад населення:
| - 97,8 % — білих - 0,4 % — чорних або афроамериканців - 0,2 % — корінних американців |

До двох чи більше рас належало 1,5 %. Частка іспаномовних становила 1,8 % від усіх жителів.
За віковим діапазоном населення розподілялося таким чином: 24,3 % — особи молодші 18 років, 54,2 % — особи у віці 18—64 років, 21,5 % — особи у віці 65 років та старші. Медіана віку мешканця становила 43,9 року. На 100 осіб жіночої статі у місті припадало 96,5 чоловіків;  на 100 жінок у віці від 18 років та старших — 90,8 чоловіків також старших 18 років.
Середній дохід на одне домашнє господарство  становив 64 112 долари США (медіана — 54 917), а середній дохід на одну сім'ю — 74 960 доларів (медіана — 64 583). Медіана доходів становила 45 000 доларів для чоловіків та 33 375 доларів для жінок. За межею бідності перебувало 10,9 % осіб, у тому числі 19,7 % дітей у віці до 18 років та 6,3 % осіб у віці 65 років та старших.
Цивільне працевлаштоване населення становило 542 особи. Основні галузі зайнятості: освіта, охорона здоров'я та соціальна допомога — 23,8 %, роздрібна торгівля — 15,9 %, виробництво — 9,8 %, мистецтво, розваги та відпочинок — 7,2 %.